# Julius Weise

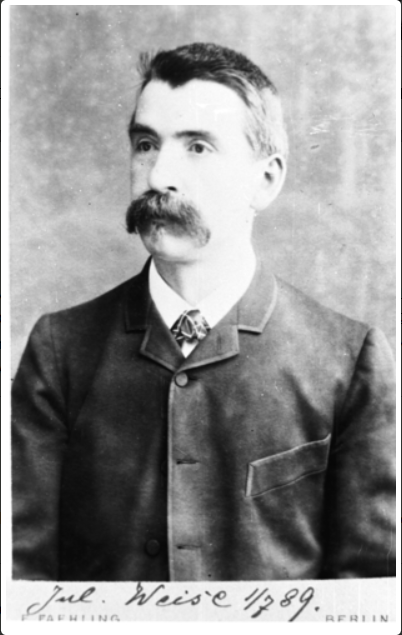
Julius Weise

Julius Weise (* 6. Juni 1844 in Sommerfeld; † 25. Februar 1925 in Herischdorf) war ein deutscher Insektenforscher.

## Leben
Julius Weise war Käfer-Spezialist. Auf ihn geht die Verwendung des Genitalapparats der Käfer zur genauen Bestimmung äußerlich ähnlicher Arten zurück. Er widmete sich hauptsächlich der Erforschung der Käferfamilien Chrysomelidae (Blattkäfer) und Coccinellidae (Marienkäfer) und veröffentlichte zahlreiche Arbeiten auf diesem Gebiet. Viele Käfer wurden von Weise erstmals beschrieben, darunter der Schwarze Kugelmarienkäfer (Stethorus punctillum) und der Bergwaldborkenkäfer (Cryphalus saltuarius).
Seine bedeutende Sammlung von Chrysomelidae und Coccinellidae, Staphylinidae (Kurzflügler) und Carabidae (Laufkäfer) befindet sich heute im Museum für Naturkunde in Berlin. Die  Curculionidae (Rüsselkäfer) und die Scolytidae (Borkenkäfer) sind im Senckenberg Museum in Frankfurt am Main.
Ihm zu Ehren wurde die Marienkäfergattung Microweisea benannt, die heute die Typusgattung einer der beiden Unterfamilien der Marienkäfer, der Microweiseinae ist.

## Werke
- Chrysomelidae. Lief. I. In: Naturgeschichte der Insecten Deutschlands, Coleoptera. Band 6, 1, S. 1–192, Berlin 1881
- Chrysomelidae, Lief. II. In: Naturgeschichte der Insecten Deutschlands, Coleoptera. Band 6, 2, S. 193–368, Berlin 1882
- Chrysomelidae, Lief. III. In: Naturgeschichte der Insecten Deutschlands, Coleoptera. Band 6, 3, S. 369–568, Berlin 1884
- Chrysomelidae, Lief. IV. In: Naturgeschichte der Insecten Deutschlands, Coleoptera. Band 6, 4,  S. 569–768, Berlin 1886
- Chrysomelidae, Lief. V. In: Naturgeschichte der Insecten Deutschlands, Coleoptera. Band 6, 5,  S. 769–960, Berlin 1888
- Einige neue Chrysomeliden und Coccinelliden. Deutsche Entomologische Zeitschrift, 28, S. 161–166, 1884